# Citarínids
Els citarínids (Citharinidae) són una família per peixos actinopterigis d'aigua dolça i de l'ordre dels caraciformes.

## Morfologia
- Maxil·lar reduït i sense dents.[1]

## Distribució geogràfica
Es troba a Àfrica.

## Gèneres i espècies
- Belonophago (Giltay, 1929)
  - Belonophago hutsebouti  (Giltay, 1929)
  - Belonophago tinanti  (Poll, 1939)
- Citharidium (Boulenger, 1902)
  - Citharidium ansorgii  (Boulenger, 1902)
- Citharinops (Daget, 1962)
  - Citharinops distichodoides  (Pellegrin, 1919)
- Citharinus (Cuvier, 1816)
  - Citharinus citharus  (Geoffroy Saint-Hilaire, 1809)
  - Citharinus congicus  (Boulenger, 1897)
  - Citharinus eburneensis  (Daget, 1962)
  - Citharinus gibbosus  (Boulenger, 1899)
  - Citharinus latus  (Müller & Troschel, 1844)
  - Citharinus macrolepis  (Boulenger, 1899)
- Congocharax (Matthes, 1964)
  - Congocharax gossei  (Poll & Lambert, 1964)
  - Congocharax olbrechtsi  (Poll, 1954)
  - Congocharax spilotaenia  (Boulenger, 1912)
- Distichodus (Müller & Troschel, 1844)
  - Distichodus affinis (Günther, 1873)
  - Distichodus altus (Boulenger, 1899)
  - Distichodus antonii (Schilthuis, 1891)
  - Distichodus atroventralis (Boulenger, 1898)
  - Distichodus brevipinnis (Günther, 1864)
  - Distichodus decemmaculatus (Pellegrin, 1926)
  - Distichodus engycephalus (Günther, 1864)
  - Distichodus fasciolatus (Boulenger, 1898)
  - Distichodus hypostomatus (Pellegrin, 1900)
  - Distichodus kolleri (Holly, 1926)
  - Distichodus langi (Nichols & Griscom, 1917)
  - Distichodus lusosso (Schilthuis, 1891)
  - Distichodus maculatus (Boulenger, 1898)
  - Distichodus mossambicus (Peters, 1852)
  - Distichodus niloticus (Hasselquist, 1762)
  - Distichodus noboli (Boulenger, 1899)
  - Distichodus notospilus (Günther, 1867)
  - Distichodus petersii (Pfeffer, 1896)
  - Distichodus rostratus (Günther, 1864)
  - Distichodus rufigiensis (Norman, 1922)
  - Distichodus schenga (Peters, 1852)
  - Distichodus sexfasciatus (Boulenger, 1897)
  - Distichodus teugelsi (Mamonekene & Vreven, 2008)
- Dundocharax (Poll, 1967)
  - Dundocharax bidentatus  (Poll, 1967)
- Eugnathichthys (Boulenger, 1898)
  - Eugnathichthys eetveldii  (Boulenger, 1898)
  - Eugnathichthys macroterolepis  (Boulenger, 1899)
- Hemigrammocharax (Pellegrin, 1923)
  - Hemigrammocharax angolensis  (Poll, 1967)
  - Hemigrammocharax lineostriatus  (Poll, 1967)
  - Hemigrammocharax machadoi  (Poll, 1967)
  - Hemigrammocharax minutus  (Worthington, 1933)
  - Hemigrammocharax monardi  (Pellegrin, 1936)
  - Hemigrammocharax multifasciatus  (Boulenger, 1923)
  - Hemigrammocharax ocellicauda  (Boulenger, 1907)
  - Hemigrammocharax uniocellatus  (Pellegrin, 1926)
  - Hemigrammocharax wittei  (Poll, 1933)
- Hemistichodus (Pellegrin, 1900)
  - Hemistichodus lootensi  (Poll & Daget, 1968)[2]
  - Hemistichodus mesmaekersi  (Poll, 1959)[3]
  - Hemistichodus vaillanti  (Pellegrin, 1900)[4]
- Ichthyborus (Günther, 1864)
  - Ichthyborus besse  (Joannis, 1835)[5]
  - Ichthyborus monodi  (Pellegrin, 1927)
  - Ichthyborus ornatus  (Boulenger, 1899)[6]
  - Ichthyborus quadrilineatus  (Pellegrin, 1904)[7]
- Mesoborus (Pellegrin, 1900)[8]
  - Mesoborus crocodilus  (Pellegrin, 1900)[8]
- Microstomatichthyoborus (Nichols & Griscom, 1917)[9]
  - Microstomatichthyoborus bashforddeani  (Nichols & Griscom, 1917)[10]
  - Microstomatichthyoborus katangae  (David & Poll, 1937)[11]
- Nannaethiops (Günther, 1872)
  - Nannaethiops gracilis  (Matthes, 1964)
  - Nannaethiops unitaeniatus  (Günther, 1872)
- Nannocharax (Günther, 1867)
  - Nannocharax altus  (Pellegrin, 1930)
  - Nannocharax ansorgii  (Boulenger, 1911)
  - Nannocharax brevis  (Boulenger, 1902)
  - Nannocharax elongatus  (Boulenger, 1900)
  - Nannocharax fasciatus  (Günther, 1867)
  - Nannocharax fasciolaris  (Nichols & Boulton, 1927)
  - Nannocharax gracilis  (Poll, 1939)
  - Nannocharax hollyi  (Fowler, 1936)
  - Nannocharax intermedius  (Boulenger, 1903)
  - Nannocharax latifasciatus  (Coenen & Teugels, 1989)
  - Nannocharax lineomaculatus  (Blache & Miton, 1960)
  - Nannocharax luapulae  (Boulenger, 1915)
  - Nannocharax macropterus  (Pellegrin, 1926)
  - Nannocharax maculicauda  (Vari & Géry, 1981)
  - Nannocharax micros  (Fowler, 1936)
  - Nannocharax niloticus  (Joannis, 1835)
  - Nannocharax occidentalis  (Daget, 1959)
  - Nannocharax ogoensis  (Pellegrin, 1911)
  - Nannocharax parvus  (Pellegrin, 1906)
  - Nannocharax procatopus  (Boulenger, 1920)
  - Nannocharax pteron  (Fowler, 1936)
  - Nannocharax reidi  (Vari & Ferraris, 2004)
  - Nannocharax rubrolabiatus  (Van den Bergh, Teugels, Coenen & Ollevier, 1995)
  - Nannocharax schoutedeni  (Poll, 1939)
  - Nannocharax seyboldi  (Schultz, 1942)
  - Nannocharax taenia  (Boulenger, 1902)
- Neolebias (Steindachner, 1894)
  - Neolebias ansorgii  (Boulenger, 1912)
  - Neolebias axelrodi  (Poll & Gosse, 1963)
  - Neolebias kerguennae  (Daget, 1980)
  - Neolebias lozii  (Winemiller & Kelso-Winemiller, 1993)
  - Neolebias philippei  (Poll & Gosse, 1963)
  - Neolebias powelli  (Teugels & Roberts, 1990)
  - Neolebias trewavasae  (Poll & Gosse, 1963)
  - Neolebias trilineatus  (Boulenger, 1899)
  - Neolebias unifasciatus  (Steindachner, 1894)
- Paradistichodus (Pellegrin, 1922)
  - Paradistichodus dimidiatus  (Pellegrin, 1904)
- Paraphago (Boulenger, 1899)
  - Paraphago rostratus  (Boulenger, 1899)
- Phago (Günther, 1865)
  - Phago boulengeri  (Schilthuis, 1891)
  - Phago intermedius  (Boulenger, 1899)
  - Phago loricatus  (Günther, 1865)
- Xenocharax (Günther, 1867)
  - Xenocharax spilurus  (Günther, 1867)[12][13][14][15][16]